# Rechtshandhaving

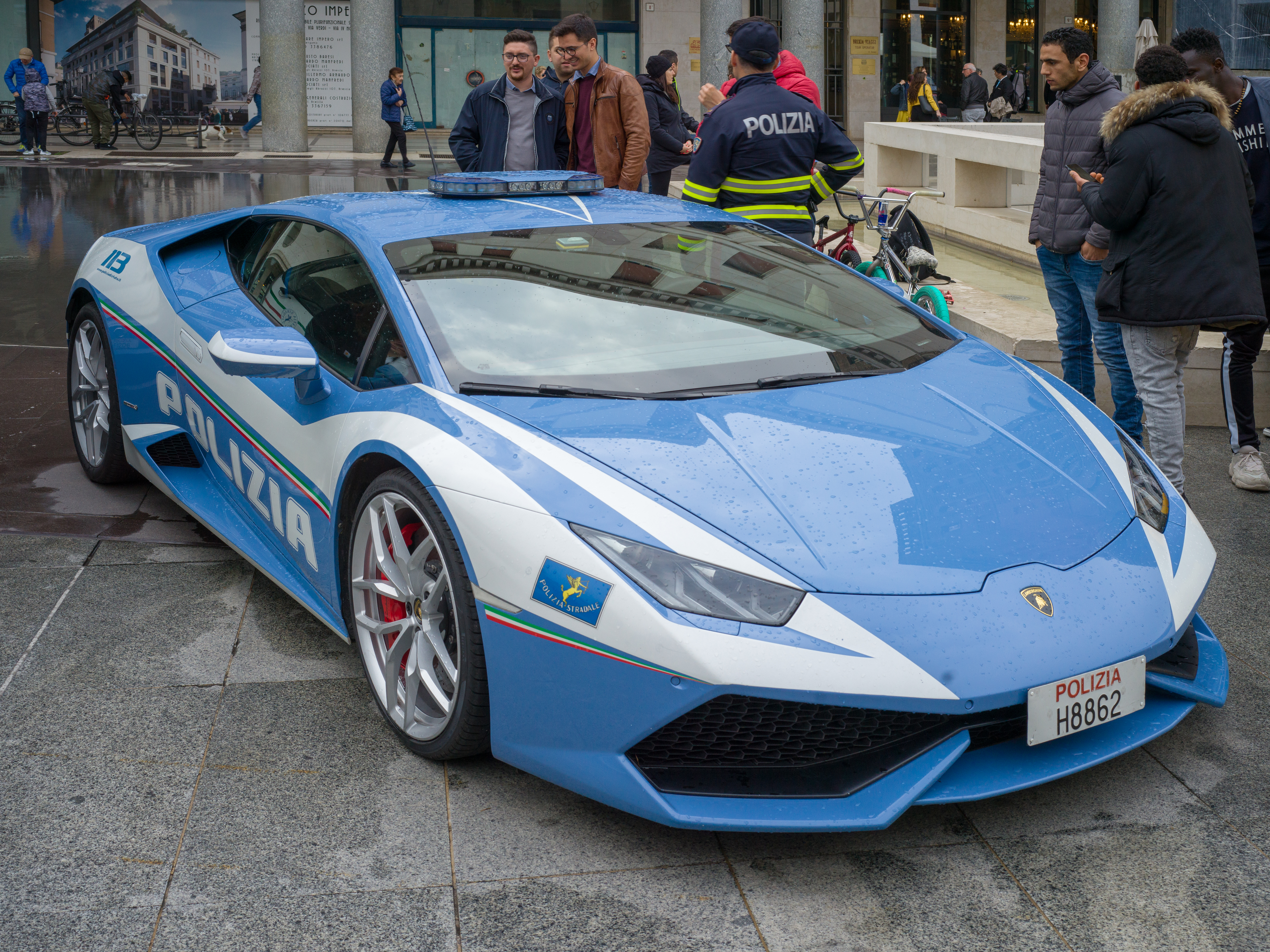
Snelle interventiewagen van de Italiaanse politie.

Rechtshandhaving is het geheel van handelingen van diverse takken van de overheid die op een georganiseerde en legale manier optreden om de wet te doen naleven door het opsporen, ontmoedigen, rehabiliteren of bestraffen van mensen die de wettelijke regels en normen overtreden, of door het opleggen van dwingende voorwaarden, al dan niet tijdelijk. Het begrip omvat zowel de politie, eventueel ook onderdelen van de krijgsmacht, de rechtbanken, en corrigerende instanties. Ook het optreden van gemachtigde ambtenaren die boetes uitschrijven, zoals bij een Gemeentelijke verordening in Nederland of een gemeentelijke administratieve sanctie (GAS) in België is een vorm van rechtshandhaving. Voor specifieke omgevingen zoals havens, luchthavens, gebouwen en industriegebieden, wordt het toezicht vaak uitbesteed aan privé-bewakingsfirma’s.
Al deze instanties kunnen onafhankelijk van elkaar opereren of samenwerken, door gegevens te delen of gezamenlijk op te treden. 

## Organisaties
Bekende internationale oganisaties die betrokken zijn bij de rechtshandhaving zijn Europol en Interpol, en bij grensoverschrijding InterPortPolice.   